# Weinfelden (gemeente)
Weinfelden is een gemeente en plaats in het Zwitserse kanton Thurgau, en maakt deel uit van het district Weinfelden.
Weinfelden telt 9504 inwoners.

## Geboren
- Stefan Bissegger (1998), wielrenner